# Christine Ockrent
Christine Ockrent (Bruxelles, 24. travnja 1944.) belgijska je novinarka, producentica i televizijska voditeljica na francuskoj televiziji.
Dobitnica je Legije časti, najviše francuske državne nagrade, za doprinos francuskom novinarstvu i promicanju francuskog jezika.

## Životopis
Rođena je u belgijskom glavnom gradu Bruxellesu kao kći diplomata Rogera Ockrenta, voditelja belgijskog odijeljenja za provođenje Marshallovog plana i veleposlanika Organizacije za ekonomsku suradnju i razvoj., i majke Grete Basteine.
Njezina sestra Isabella je ravnateljica Odjela za komunikacije pariškog javnog prijevoznika RATP-a od svibnja 2008. Christine je udana za Bernarda Kouchnera, liječnika i bivšeg ministra zdravstva i športa i europskih integracija, članom Socijalističke stranke, s kojim ima sina Alexandera, glumca i novinara.
Nakon osnovne škole, pohađala je privatni licej Cours Hattemer u Parizu. Diplomirala je 1965. godine na Pariškom institutu poltičkih znanosti, nakon čega je pohađala Sveučilište u Cambridgeu.
Nakon godine dana rada u francuskom uredu Europske ekonomske zajednice, karijeru je započela kao istraživačka novinarka, snimajući dokumentarne filmove za NBC Vijesti tijekom 1967. i 1968. godine. Iste godine počinje raditi za poznati informativno-politički magazin 60 minuta na kojem je ostala do 1976. godine, a posljednje godine radila je i kao televizijska producentica i novinarka u londonskom studiju magazina.
Kasnije je vodila francuska izdanja ABC Vijesti na Trećem programu Francuske televizije, u kojima je ostala upamćena zbog razgovora s Amirom-Abbasom Hoveydaom u zatvorskoj ćeliji, samo dva dana prije njegova pogubljenja. Kao 70. iranski predsjednik, svrgnut u Iranskoj revoluciji, odgovarao je na vrlo oštra i nedvosmislena pitanja, koja su kasnije brojni svjetski novinari proglasili kontroverznima i neprimjerenima tadašnjem stanju.
Početkom 1990-ih bila je glavna urednica utjecajnog političkog tjednika L'Express u kojem je isticala svoju potporu Europskoj uniji. Jedna je od supotpisnica javnog pisma američkog poduzetnika Georgea Sorosa iz 2011. u kojem se pozivalo na ujedinjenje europskih čelnika u vrijeme naglog pada eura.
Razotkrila je korupciju na Francuskoj televiziji, nakon što je odbila 650.000 eura, neisplaćenih nakon devet mjeseci besplatnog rada.